# Tygodnik Powszechny (1887–1891)
Tygodnik Powszechny – ilustrowane czasopismo literacko-artystyczne, wydawane w Warszawie w latach 1887–1891.  
Na jego łamach publikował od 1889 roku Stefan Żeromski.